# Municipio de Jasper (condado de Carroll)
El municipio de Jasper (en inglés: Jasper Township) es un municipio ubicado en el condado de Carroll en el estado estadounidense de Iowa. En el año 2010 tenía una población de 307 habitantes y una densidad poblacional de 3,33 personas por km².

## Geografía
El municipio de Jasper se encuentra ubicado en las coordenadas 42°9′41″N 94°40′34″O / 42.16139, -94.67611. Según la Oficina del Censo de los Estados Unidos, el municipio tiene una superficie total de 92.1 km², de la cual 90,81 km² corresponden a tierra firme y (1,4 %) 1,29 km² es agua.

## Demografía
Según el censo de 2010, había 307 personas residiendo en el municipio de Jasper. La densidad de población era de 3,33 hab./km². De los 307 habitantes, el municipio de Jasper estaba compuesto por el 98,37 % blancos, el 0,33 % eran afroamericanos, el 0,33 % eran asiáticos y el 0,98 % eran de una mezcla de razas. Del total de la población el 1,3 % eran hispanos o latinos de cualquier raza.